# BK Avance
BK Avance är en svensk boxningsklubb i Karlskoga som bildades 1943. Boxare från klubben har genom åren bland annat vunnit svenska juniormästerskapen.[källa behövs]